# Muspell

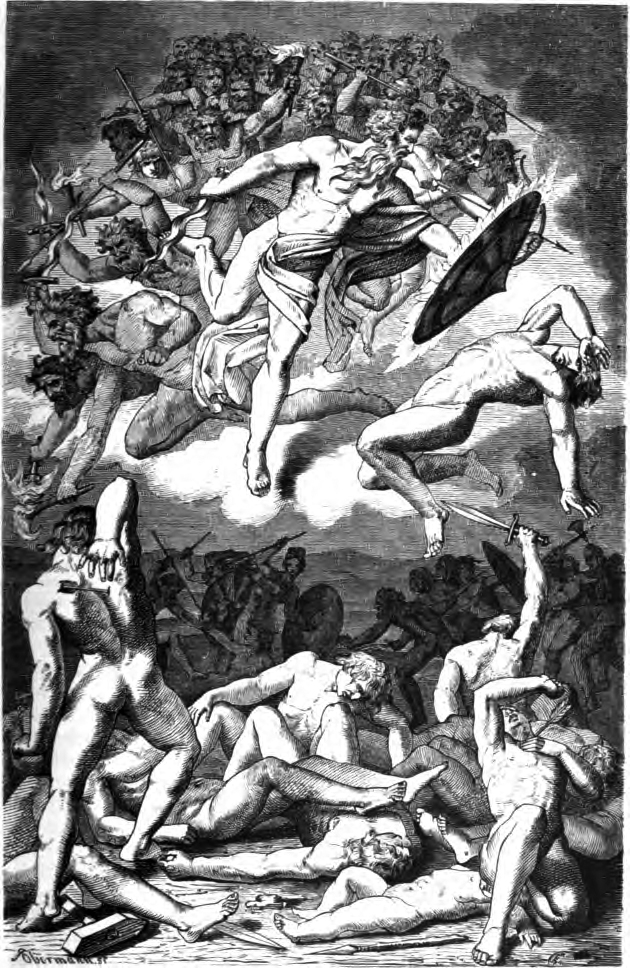
Der Asen Untergang von Karl Ehrenberg

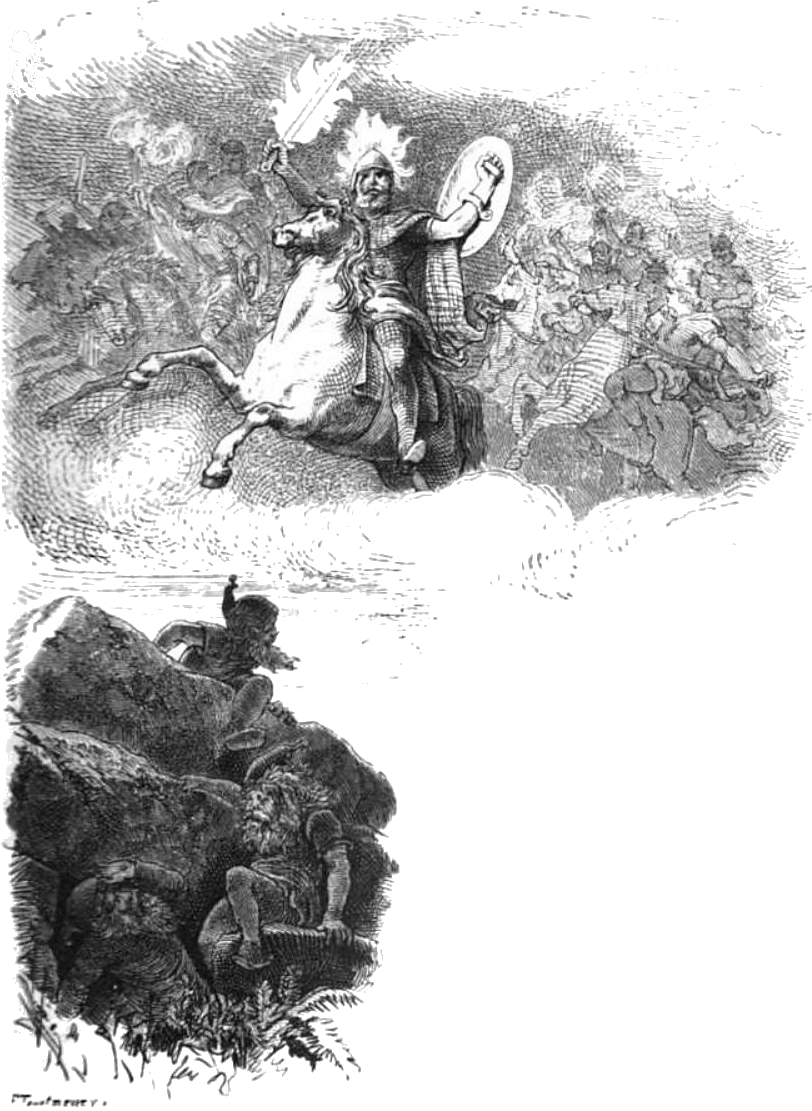
Surtur mit dem Flammenschwert

Muspell (altnordisch Muspellr) ist in der nordischen Mythologie das durch einen Riesen personifizierte Feuer. Der Riese herrscht über Muspellsheim, ist wohl identisch mit Surtr und tritt in der Zeit der Ragnarök als Feind der Asen und ihrer Schöpfung auf.
Seine Söhne (Muspellz synir) kämpfen in dieser Zeit auf dem Totenschiff Naglfar. Außerdem zerstören sie die Himmelsstraße Bifröst, als sie darüber reiten (Gylfaginning, Kapitel 13). Die Muspellsleute (Muspellz lýđir) ziehen mit Surtr gegen die Götter in die alles entscheidende Schlacht. Dabei entfacht der Feuerriese den Weltenbrand.

## Hintergrund
In der nordischen Mythologien der Edda ist ein konkretes Bild der Welt und ihrer Hemisphären beschrieben, unter anderem im Norden die Eiswelt Niflheimr („Die dunkle Welt“) und im Süden das Feuerland Muspellzheimr („Welt des Muspell“). Zwischen diesen befand sich der Abgrund Ginnunga Gap („gähnende Schlucht“). Vom Norden her ergossen sich Eisgletscher in diese und vom Süden sprühten glühende Feuerfunken dort hinein, die das Eis zum Schmelzen brachten und so das erste Lebewesen den Riesen Ymir („Zwilling“ oder „Zwitter“) und die Urkuh Audhumbla („die Hornlose“ oder „die Milchreiche“) erschufen.
Die ersten Götter, Odin, Vé und Vili, töteten Ymir und erschufen aus seinem Körper die Welt und aus den noch immer sprühenden Funken fertigten sie die Sterne.
Erst bei der Zerstörung dieser Welt ist wieder von Muspell die Rede, als die Söhne oder das Volk von Muspell sich vom Süden her gegen die Götter erheben. Muspell ist der Eigentümer des Schiffes Naglfari, welches die Angreifer an den Ort des Endkampfes bringt. Als der Herrscher von Muspelheim wird der Feuerriese Surtr genannt, der sein Land mit einem Feuerschwert verteidigt, das heller als die Sonne strahlt. Mit diesem zieht er in den Kampf gegen die Götter und verbrennt letztendlich die ganze Welt mit seinem Feuer, weshalb der Weltenbrand auch als surtalogi bezeichnet wird.

## Wortbedeutung
Im Altsächsischen bzw. Althochdeutschen bedeutet mutspelli bzw. muspilli so viel wie „Das Jüngste Gericht“ oder „Ende der Welt durch Feuer“. Snorri Sturluson (13. Jahrhundert) beschreibt in seiner altnordischen Kosmogonie ein Feuerreich (Muspellzheimr, „Muspelheim“) und das eisige Niflheim als Gegenpol dazu.